# Rullo compressore

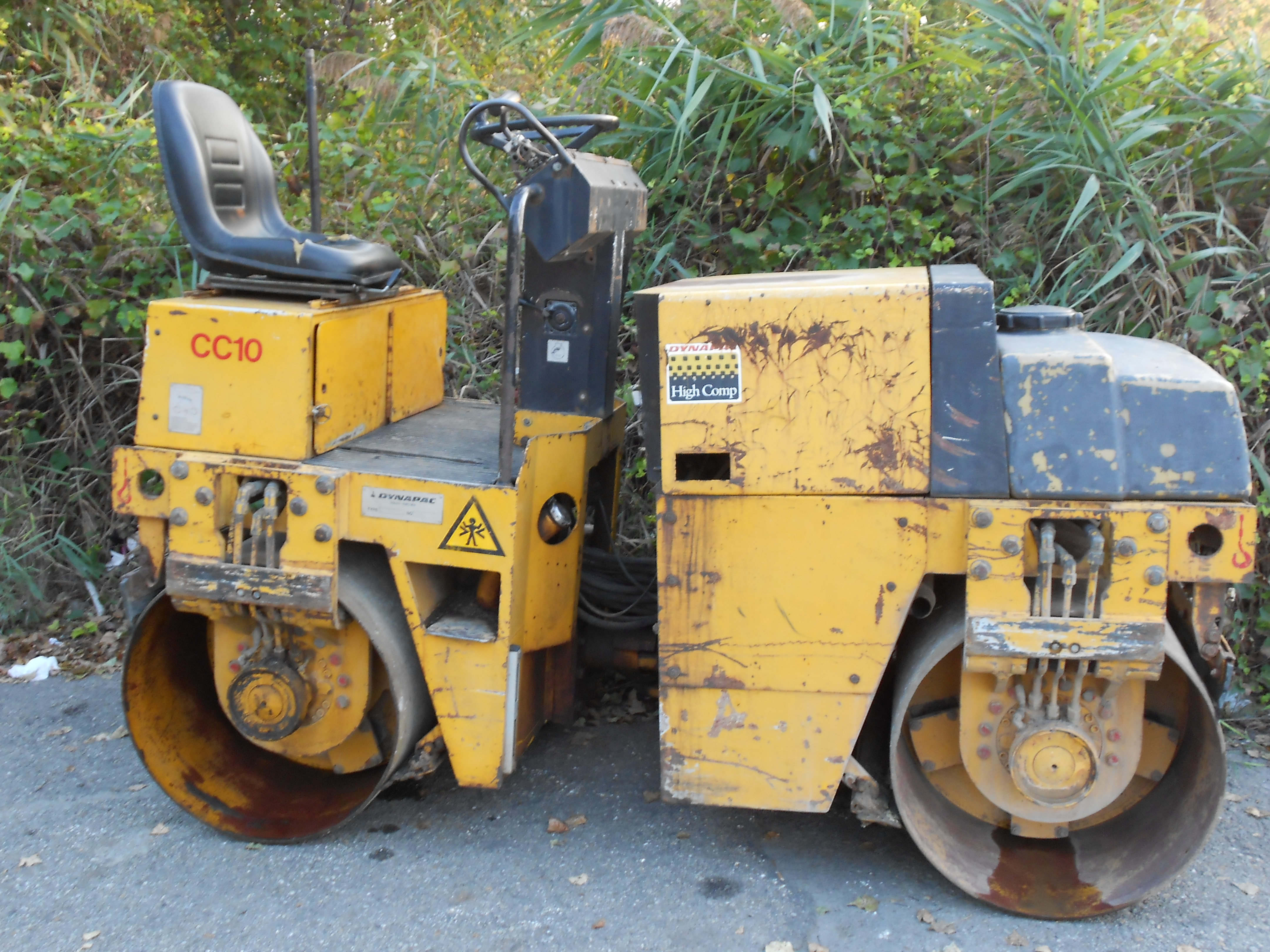
Schiacciapietre di modeste dimensioni per cantieri stradali

Il rullo compressore (anche definito schiacciapietre o schiacciasassi) è una macchina costipatrice adibita alla compattazione di terreni sciolti (rullo da bianco) e conglomerato bituminoso (rullo da nero). 
È largamente utilizzato nei grandi cantieri di infrastrutture viarie. 

## Tipi e descrizione
È possibile individuare le seguenti categorie: 
- Rullo ferro-ferro: dotato di 2 o 3 tamburi di acciaio, esso è utilizzato solo come rullo da nero. È in grado di realizzare sia una compattazione statica, sia dinamica (rullo vibrante).
- Rullo ferro monotamburo: utilizzato principalmente come rullo da bianco, è adibito alla costipazione di terreni sciolti e misti cementati.
- Rullo a piede di pecora: utilizzato per l'addensamento di materiali ad elevata coesione (argille, limi), è caratterizzato da tamburi con zoccoli di diverse forme.
- Rullo gommato: utilizzato sia su bianco sia su nero, è in grado di realizzare una compattazione solo di tipo statico.

Considerate le caratteristiche, il rullo può muoversi solo a velocità molto basse (massimo 8 km/h) e per essere trasferito da un cantiere all'altro deve essere caricato su appositi pianali di un autotreno.

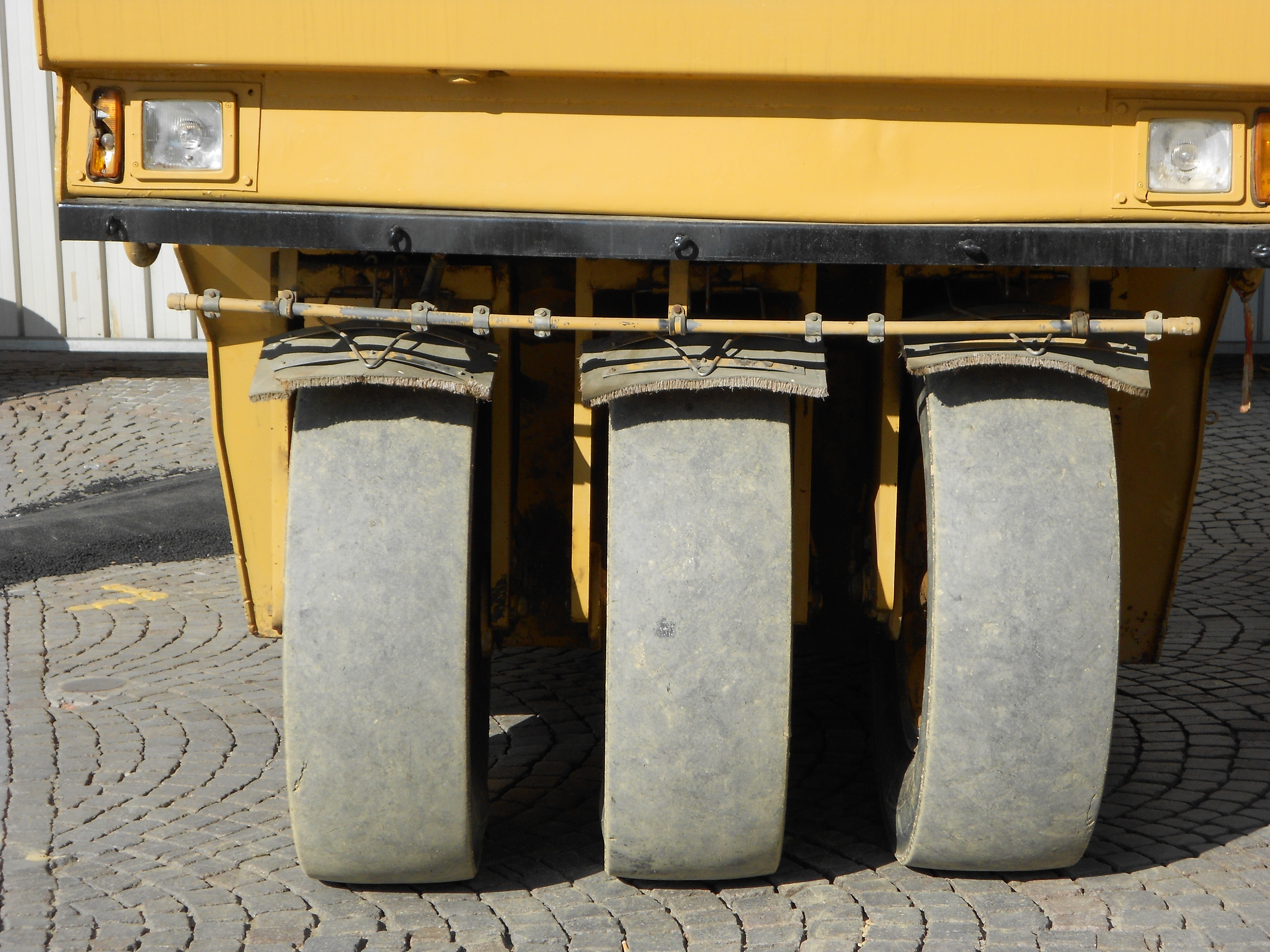
Rullo speciale, usato per compattare piste per trotto e galoppo di cavalli da corsa